# Кире Костов
Кире Костов (на македонска литературна норма: Кире Костов) е музикант, композитор и диригент от Северна Македония.

## Биография
Роден е в 1949 година в град Битоля, тогава във Федеративна народна република Югославия. Завършва средно музикално училище в родния си град, след това Музикална академия в Белград и Факултета за музикално изкуство на Скопския университет. От 1970 година до 1988 година е пръв тръбач и солист на Танцовия оркестър на Радио-телевизия Скопие, а от 1988 година е и негов диригент. Представител е на Югославия в Бигбенда на Европейската радиодифузия.
Автор е на около петдесетина джазови оркестърни композиции, а в популярната музика има около 300 заглавия като композитор - „Летај галебе“, „Кога те нема“, „Твоите очи сине“, „Синот божји“, „Тајно моја“, „Илузија“, и на още много като аранжор. Сред основателите е на фестивала за деца и млади „Си - до“, провеждан в Битоля от 1991 до 2000 година. Художествен директор е на Интерфест Битоля за популярна музика и диригент на Бигбенда на Македонската радио-телевизия. Преподава камерна музика - оркестър във Факултета за музикално изкуство в Скопие.